# Хубахер, Эди
Эдуард «Эди» Хубахер (нем. Eduard Hubacher, 15 апреля 1940, Уртенен-Шёнбюль, Берн) — швейцарский легкоатлет и бобслеист, разгоняющий, выступавший за сборную Швейцарии в начале 1970-х годов. Участник двух Олимпийских игр, обладатель золотой и бронзовой медалей Саппоро.

## Биография
Эди Хубахер родился 15 апреля 1940 года в коммуне Уртенен-Шёнбюль, кантон Берн. С ранних лет увлёкся спортом, пошёл в лёгкую атлетику, в частности, на профессиональном уровне выступал в толкании ядра, метании диска и десятиборье — в этих дисциплинах 16 раз становился чемпионом Швейцарии. Благодаря череде удачных выступлений удостоился права защищать честь страны на летних Олимпийских играх 1968 года в Мехико, но не смог добраться там до призовых мест, в толкании ядра занял пятнадцатое место, а в метании диска — лишь двадцать пятое. После этих соревнований продолжил заниматься лёгкой атлетикой и установил несколько национальных рекордов, в толкании ядра имеет личный рекорд 19,34 м, в метании диска — в 56,78 м. Хубахеру более 50 лет (с 1969 года) принадлежит рекорд в истории десятиборья в толкании ядра — 19,17 м. Лучшие современные пятиборцы XXI века редко толкают ядро даже за 16 метров, так что достижение Хубахера может простоять долгие годы.
В 1970 году на тренировочной базе в Маглингене Хубахер случайно стал свидетелем тренировок бобслейной команды и решил попробовать себя в этом виде спорта. Буквально с первых попыток показав неплохой результат, был приглашён для пробных заездов на трассу в Кёнигсзее, где, присоединившись к команде пилота Жана Вики, подтвердил своё место в составе сборной и получил право участвовать в крупнейших международных состязаниях. Уже в 1972 году на чемпионате Европы получил бронзовую медаль. На зимние Олимпийские игры в Саппоро отправился вместе с командой, куда кроме Вики вошли разгоняющие Ханс Лойтенеггер и Вернер Камихель, — двойка после тяжёлой борьбы пришла третьей, а четвёрка наголову опередила всех соперников и прочно обосновалась на первом месте уже после первых попыток. Как результат, в медальную копилку Хубахера добавилось олимпийское золото.
На тот момент ему было уже 32 года, поэтому вскоре после этих соревнований он принял решение завершить карьеру профессионального спортсмена, уступив место молодым швейцарским разгоняющим, в особенности перспективным Йозефу Бенцу, Ульриху Бехли и Рудольфу Марти, которые покажут выдающиеся результаты на следующих Олимпиадах. По профессии был педагогом, также прославился как составитель кроссвордов для различных газет и журналов, с 1973 года по 2003-й работал ведущим на швейцарской радиостанции DRS 1.